# Сестра моя — жизнь
«Сестра моя — жизнь» — книга лирических стихотворений 
Б. Л. Пастернака, написанных, в большинстве, весной-летом 1917 г. в Москве и посвящённая М. Ю. Лермонтову. Отдельные стихотворения из будущей книги печатались в России в 1918—1920 гг., целиком — в 1922 г. , в Москве, в издательстве З. И. Гржебина, тиражом в 1000 экземпляров.

## История создания
Сам Пастернак так передавал историю возникновения книги :
«Когда я заканчивал „Поверх барьеров“, девушка, в которую я был влюблен, попросила меня подарить ей эту книгу. Я чувствовал, что это нельзя — я увлекался в то время кубизмом, а она была сырая, неиспорченная, — и я тогда поверх этой книги стал писать для неё другую — так родилась „Сестра моя — жизнь“, она так и не узнала об этой подмене».
Девушка, о которой идет речь, это Елена Александровна Виноград, в замужестве Дороднова (1899—1987), а слова «поверх этой книги» означали буквальное заклеивание листов в издании «Поверх барьеров» и замену их новыми, рукописными. В обложке «Поверх барьеров» рукопись большинства стихотворений, составивших впоследствии книгу, была подарена Елене Виноград в июне 1917 г., перед её отъездом из Москвы в Саратовскую губернию.
Дважды в течение лета-осени 1917 г. Пастернак приезжал к Елене Виноград в Балашов и Романовку, что не только отразилось на любовной теме книги, но и раскрыло перед Пастернаком то положение, в котором пребывала страна на четвёртый год войны. Настоятельное требование перемен того революционного лета было воспринято Пастернаком как естественный голос природы, когда «казалось, вместе с людьми митинговали и ораторствали дороги, деревья и звезды». Наделение неживой природы качествами собеседника и соучастника своих переживаний стало с тех пор не только отличительной особенностью творчества Пастернака, но и явилось одной из причин разлада его отношений с Еленой Виноград, которая видела мир по-другому.
С другой стороны, её образ как человека, пытающегося не идти на компромисс ни с совестью, ни с собственной судьбой, ассоциировался у Пастернака с революцией, в которой он видел стремление покончить с унижением и несправедливостью и естественное желание человека говорить собственным голосом. Образ оскорбленной женщины, таким образом, становится для Пастернака поэтическим символом революции.
Отдельная тема книги — лермонтовская, отразившаяся в её посвящении Лермонтову и в стихотворении, открывающем её первый цикл, — «Памяти Демона». Кроме очевидного сходства с «возрастом Лермонтова» (в 1917 г. Пастернаку исполнилось 27), обращает на себя внимание то, что именно Лермонтов был для Пастернака в то время «олицетворением творческой смелости и открытий, основанием повседневного свободного поэтического утверждения жизни».

## Строение книги
В окончательной редакции книга издана в 1922 г. с подзаголовком «Лето 1917 года» в Москве и Берлине издательством З. И. Гржебина, состоящей из следующих циклов:
- Не время ль птицам петь
- Книга степи
- Развлечения любимой
- Занятье философией
- Песни в стихах, чтобы не скучала
- Романовка
- Попытка душу разлучить
- Возвращение
- Елене
- Послесловье

Книга неоднократно переиздавалась как при жизни Пастернака, так и в последние десятилетия.
Сразу после выхода в свет, получила одобрительные отзывы О. Мандельштама (см. его «Заметки о поэзии», 1923), М. Цветаевой, В. Брюсова и других современных писателей и критиков. Сам Пастернак, однако, впоследствии критически подходил ко всему им написанному до 1940 года, и к «Сестре», в частности: «Слух у меня был испорчен выкрутасами и ломкою всего привычного, царившими вокруг. Все нормально сказанное отскакивало от меня».
В сознании массового читателя «Сестра моя — жизнь» олицетворяет раннего Пастернака.